# 1651
- Wikisource

| Calendário gregoriano                                                        | 1651 MDCLI                          |
| Ab urbe condita                                                              | 2404                                |
| Calendário arménio                                                           | 1100 – 1101                         |
| Calendário bahá'í                                                            | -193 – -192                         |
| Calendário budista                                                           | 2195                                |
| Calendário chinês                                                            | 4347 – 4348 Início a 21 de janeiro  |
| Calendário copta                                                             | 1367 – 1368                         |
| Calendário etíope                                                            | 1643 – 1644                         |
| Calendários hindus - Vikram Samvat - Calendário nacional indiano - Cáli Iuga | 1706 – 1707 1572 – 1573 4751 – 4752 |
| Calendário Holoceno                                                          | 11651                               |
| Calendário islâmico                                                          | 1061 – 1062                         |
| Calendário judaico                                                           | 5411 – 5412                         |
| Calendário persa                                                             | 1029 – 1030                         |
| Calendário rúnico                                                            | 1901                                |
| Calendário solar tailandês                                                   | 2194                                |

1651 (MDCLI, na numeração romana) foi um ano comum do século XVII do actual Calendário Gregoriano, da Era de Cristo, e a sua letra dominical foi A (52 semanas), teve início a um domingo e terminou também a um domingo.
| Ano completo                    |
| ------------------------------- |
| Ano comum com início ao domingo |

## Eventos
- 1 de janeiro — Carlos Stuart, então Príncipe de Gales e Duque de Rothesay é coroado rei da Escócia, adotando o nome de Carlos II.
- Ano de confecção do Livro Leviatã - Thomas Hobbes.
- Oliver Cromwell decreta os atos de navegação e comércio.
- Naufrágio na costa da ilha Terceira da embarcação de origem inglesa "Constant Reformation".
- Naufrágio da embarcação "São Pantaleão", algures próximo a Ponta Delgada, ilha de São Miguel. [1]

## Nascimentos
- 30 de Abril - Jean-Baptiste de la Salle, francês, padre e reformador da educação em França, santo católico.
- 24 de Agosto - D. Manuel Álvares da Costa, o 19.º bispo da Diocese de Angra, onde exerceu entre 1721 e 1733. Morre em 10 de janeiro de 1733.

## Por tema
- 1651 na literatura